# Le Chevalier d'Harmental

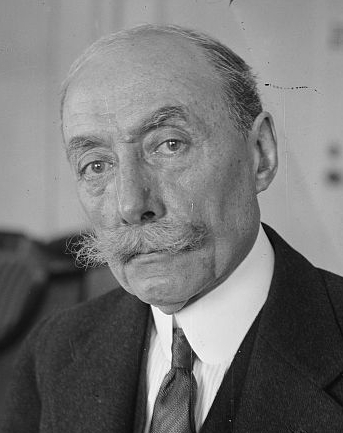
André Messager

Le Chevalier d'Harmental är en opéra comique i fem akter med musik av André Messager och libretto av Paul Ferrier efter Alexandre Dumas den äldre och Auguste Maquet.

## Historia
Pjäsen De sammansvurna av Dumas hade premiär den 16 juli 1849 på Théâtre-Historique i Paris. Operan framfördes första gången på Opéra Comique (Théâtre Sarah Bernhardt) i Paris den 5 maj 1896, men spelades endast sex gånger. Den spelades på Wiener Hofoper under säsongen 1896–97. Messager sörjde sitt verk, som hade hållit honom sysselsatt i tre år, då han hade lagt ner mycken möda i det och ansträngt sig till det yttersta. Han blev så besviken att han ville sluta komponera och flytta till England. Messagers biografiförfattare Michel Augé-Laribé hävdar att felet låg i det tråkiga librettot snarare än i musiken, vilken han hävdar innehåller prototypen för "style dialogué, juste, rapide, naturel, aisé", vilken skulle nå sin höjdpunkt i de sista operorna, och den vackert färgrika orkestreringen.
Repetitionerna var fyllda av ständiga avbrott från operachefen Léon Carvalho, som ideligen avbröt sångarna angående rörelser, handlingar och även kritik av själva musiken. Messager svarade bryskt på denna irriterande inblandning. Den ömsesidiga antipatin bådade inte gott för slutresultatet. Två veckor efter premiären skrev dirigenten Danbé till Messager och uttryckte sitt deltagande och sitt stöd för partituret, vilket även delades av musikerna. Février skriver även att Reynaldo Hahn beundrade verket mycket.

## Roller
| Roller                 | Röststämma  | Premiärbesättning 5 maj 1896 (Dirigent: Jules Danbé) |
| ---------------------- | ----------- | ---------------------------------------------------- |
| Buvat                  | baryton     | Lucien Fugère                                        |
| Raoul d'Harmental      | tenor       | Julien Lepestre                                      |
| L'abbé Brigault        | tenor       | Ernest Carbonne                                      |
| Capitaine Roquefinette | bas         | Jacques Isnardon                                     |
| Le régent              | baryton     | Marc Nohel                                           |
| Maillefer              | bas         | Étienne Troy                                         |
| Pompadour              | baryton     | César Bernaert                                       |
| Ravane                 | tenor       | Tony Thomas                                          |
| Gargouille             | tenor       | Carrell                                              |
| La Fare                | tenor       | Jacquet                                              |
| Cellamare              | bas         | Karloni                                              |
| Richelieu              | bas         | Berriel                                              |
| Un exempt              |             | Dufour                                               |
| Daval                  | tenor       | Rivière                                              |
| Bathilde du Rocher     | sopran      | Jane Marignan                                        |
| La duchesse de Maine   | mezzosopran | Esther Chevalier                                     |
| Mme Denis              | sopran      | Mlle Jane Evel                                       |

## Handling
Akt I utspelas på en bal hos Duchesse du Maine i Sceaux; Akt II hos Madame Denis på rue du Temps-Perdu; Akt3 på rue des Bons-Enfants; Akt IV hos Buvat: och Akt V på Palais-Royal.
Raoul d'Harmental, en otålig ung kavaljer i tjänst hos Ludvig XIV, förlorar sin anställning när kungen dör och efterträds av prins Philippe d'Orléans. Raoul ansluter sig till konspirationen ledd av Giulio Alberoni, som är i färd med att få med sig hertigen och hertiginnan av Maine, vilka planerar att tillfångata den kungliga regenten vid en fest för att sedan kalla samman Etats-Généraux och överföra kronan till kungen av Spanien Filip. Medan han väntar bortförande förälskar sig Raoul i Bathilde du Rocher. Konspirationen misslyckades, men i operan ber Buvat för Raouls liv och för hans gifermål med Bathilde.